# Ramon Vilanova i Barrera
Ramon Vilanova i Barrera (Barcelona, 21 de gener de 1801 - Barcelona, 14 de maig de 1870) fou un compositor i mestre de capella català.

## Biografia
Als vuit anys començà a estudiar música amb D. José Ferres, professor de trompa i de guitarra. La Guerra del Francès va obligar la família a traslladar-se a Berga, on en Ramon formà part de la capella de música del mossèn Jaume Domènech. Allà treballà aspectes musicals com el contrapunt, els retards, el pas forçat o la fuga. De tornada a Barcelona, l'any 1814, completà els estudis musicals amb el mestre de capella de la catedral de Barcelona, Francesc Queralt. A més a més, allà va rebre classes d'alguns dels mestres més acreditats de Catalunya, entre ells el cèlebre Mateu Ferrer i Oller. L'any 1829 començà a treballar a Milà amb Gaetano Piantanida i Bonifacio Asioli. En tornar a Barcelona fou mestre de capella de la catedral de Barcelona, des de 1830 i fins al 1833, quan decidí marxar per dirigir els espectacles d'òpera del Teatre Principal de València. Allà s'hi està fins que van deixar de fer funcions, amb motiu de la mort del rei Ferran VII d'Espanya. Així doncs, tornà a Barcelona, on es dedicà a l'ensenyament i a la composició, a temps complert.

## Obra musical
El compositor es va donar a conéixer sobretot pel seu repertori sacre. En el camp de la música religiosa va escriure sobretot misses. Així, l'any 1828 va estrenar una Missa pastoral que es presentà a Roma amb gran èxit. Aquesta missa, és una obra gran inspiració melòdica i d'instrumentació original, que assolí una gran difusió al segle xix. També compongué una Missa per a gran orquestra i una Missa coneguda com la missa de l'arpa, amb la que inaugurà el seu magisteri a la Catedral. Seguint amb les obre del compositor trobem, tres misses de Glòria i una Missa de Rèquiem, dedicada a les víctimes de la Primera Guerra Carlina (1833-1839) a Bilbao. Posteriorment, va escriure dues misses de rèquiem, de menys extensió i d'orquestra menys nombrosa. També va escriure una Pregària de la Verge, per a cor, un Tantum ergo, un O Salutaris i un nombre crescut de motets, lletanies, goigs i responsoris. La seva obra més notable és el Rèquiem del 1845, de grans dimensions i estil sever. També compongué un Capritx per a gran orquestra, dues simfonies i diferents peces per a piano.
Publicà un mètode de solfeig i completà el mètode de composició d'Anton Reicha. Foren deixebles seus Vicenç Cuyàs, Eduard Domínguez, Josep Teodor Vilar, Josep Piqué, Antoni Rovira, Marià Obiols i Tramullas, D. Pedro Tintorer, i el senyor Casañas.